# Roger Hassenforder
Roger Hassenforder (Sausheim, 23 de julho de 1930 – Colmar, 3 de janeiro de 2021) foi um ciclista francês que competiu de 1953 a 1965. Disputou seis edições do Tour de France, nas quais venceu oito etapas ao todo. Também conquistou um Campeonato Francês na prova de perseguição individual em 1954.
Morreu em 3 de janeiro de 2021, aos 90 anos, em Colmar.

## Palmarés
| 1952 - Troféu das Províncias francesas 1953 - Tour du Sud-Est, mais 1 etapa - 1 etapa na Dauphiné Libéré 1954 - Critèrium national - Ronda d'Aix - G.P. dos Aliados - 1 etapa no Tour de l'Oest 1955 - 1 etapa no Tour de France - Tour de Picardie 1956 - 4 etapas no Tour de France - Critèrium national - Critèrium de l'Jogo d'Oram - Arrás - Alès - Tulle | 1957 - 2 etapas no Tour de France - 1 etapa na Volta a Espanha - Miniac-Morvan 1958 - Critèrium national - 1 etapa no Tour de l'Oest - 1 etapa den o Midi Livre 1959 - 1 etapa no Tour de France - Boucles de Seine Saint-Denis |